# 佐佐木梨绘
佐佐木梨绘（日语：／ Sasaki Rie ?，1982年8月24日—），本名中野理江（日语：／ Nakano Rie ?），日本广岛县三次市人，日本大阪府大阪市议会議員，大阪维新会党员，毕业于岛根大学。进入政坛之前為寫真偶像，艺名为佐佐木梨绘。

## 生平

### 早年
佐佐木梨绘生于广岛县三次市，家中有三个弟弟。她在三次市上完了中学。受经营建筑公司的祖父影响，她进入岛根县松江工业高等专门学校，主修土木工程。随后，她升入岛根大学综合理工学部修读建筑学。

### 演艺生涯
2006年2月，佐佐木梨绘在秋叶原步行街开始了第一份工作，从事业余性质的艺能活动。她在街头打扮成游戏和动漫形象为店家揽客。随后，她被东京澀谷“前卫”（アバンギャルド）公司（后来改名为“阿维拉”公司）的星探发掘。2006年3月，她开始從事演艺活动。2008年，她被日本婚恋交友社区“丘比特之眼”（アイ･キューピット）聘为形象代言人。2009年5月17日，她出任HS证券形象代言人。她曾拍摄泳装写真，还曾为动画配音。
2011年3月28日，完成“小仓优子的东京本地播客”（小倉優子のポッドキャストTokyo Local）之后，佐佐木梨绘退出演艺界。从艺五年间，她的演艺公司未有向其支付工资，为此她将演艺公司告上東京地方法院，要求赔偿损失2000万日元。

### 从政
2012年，佐佐木梨绘进入桥下彻主持的维新政治塾。维新政治塾属日本维新会，旨在为下一届日本众议院选举培养候选人。这年的第46届日本众议院议员总选举中，佐佐木梨绘参选东京都第21区议员，但没有当选。2013年東京都議會議員選舉中，她参选日野市选区议员，但再一次落选。2015年4月12日，她成功在住之江区選區当选为大阪府大阪市议会議員。
據《日刊現代》報道，2015年11月，有人指称佐佐木梨绘在大阪市长選舉中违反日本公职选举法。根據公职选举法第129條规定，在选举公告发布之前，不得以任何形式进行拉票活动。这次选举在11月8日发布公告，有人声称在11月1日和2日收到了署名為「大阪市议会議員·佐佐木梨绘」的拉票信件。信件形式上為私人信件，但其中明確寫有「关于選舉新任大阪市长的问候」「维新会吉村洋文参选市长」等字眼。而且信件並非僅投遞給佐佐木後援會的成員，而是隨意投放在佐佐木梨绘的選區內各住戶的郵箱中。針對此事，佐佐木梨绘表示，信件只是以個人名義進行的日常问候，信中並未涉及具体投票委托，并不违法。

## 生活
2013年4月24日，佐佐木梨绘与日本競艇選手中野次郎結婚。2014年8月，佐佐木梨绘公开了自己怀胎五个月的消息。当年12月，她产下一女。